# جورج شقرا
جورج شقرا هو مصمم أزياء لبناني.
درس التصميم والديكور في كندا وو توجه إلى أسبوع الموضة في باريس للخياطة الرفيعة وتصاميممه للخياطة الرفيعة جريئة في الألوان والقصات وأنوثوية. وفي عام 2006، ظهرت تصاميم جورج شقرا في فليم الشيطان يرتدي برادا من بطولة ميريل ستريب وآن هاثاواي الذي رشح لجوائز الأوسكار، وفي عام 2009 أطلق شقرا خط إنتاج للملابس الجاهزة بعنوان "Edition by George Chakra" حيث يقدمها في أسبوع الموضة في مدينة نيويورك.
جذبت تصاميم شقرا الكثير من الممثلات والمغنيات في هوليوود مثل: جينيفر لوبيز وكيري أندروود وكايتي بيري وكوين لطيفة وهيلين ميرين وشيريل كول وجينيفر لوف هيويت وكايتي كاسيدي وإيميلي بلنت وبليك ليفلي.

## وصلات خارجية
- الموقع الرسمي
- جورج شقرا في أسبوع الموضة الراقية في باريس لها، تاريخ الولوج 2 يوليو 2011.